# Іштван Вад
Іштван Вад (угор. Vad István; 30 травня 1979, Будапешт) — угорський футбольний арбітр. Арбітр ФІФА з 2007.

## Кар'єра
Іштван Вад син Іштвана Вада-старшого також відомого в минулому футбольного арбітра, який до кар'єри судді грав на позиції нападника за Ференцварош, до того ж його дід (також Іштван Вад) був суддею. Його сестра Аніта Вад також футбольний суддя. В Угорщині він більш відомий як Іштван Вад II.
Матчі судить з 1997, з 2001 обслуговує матчі третього дивізіону, з 2002 другого дивізіону, з 2004 першого дивізіону чемпіонату Угорщини (дебютний матч Шопрон - Відеотон), арбітр ФІФА з 2007. Свій перший матч у єврокубках відсудив у липні 2007 року, в жовтні 2008 року відсудив першу гру в груповому раунді Ліги Європи. У сезоні 2010/11 Іштван судив перший матч у груповому раунді Ліги чемпіонів УЄФА, в тому сезоні був четвертим арбітром у фінальному матчі між «Барселоною» та «Манчестер Юнайтед» (3:1).
З 2008 обслуговує матчі національних збірних зони УЄФА.
У 2009 Іштван обслуговував матчі юнацького чемпіонату Європи, зокрема такі матчі:
- Швейцарія - Україна 0:1
- Франція - Сербія 1:1

У 2011 обслуговував матчі молодіжного чемпіонату світу, що проходив у Колумбії, зокрема матчі:
- Аргентина — Мексика 1:0
- Колумбія — Малі 2:0
- Бразилія — Саудівська Аравія 3:0

Також Іштвана запрошували до суддівства матчів чемпіонату Саудівської Аравії, Єгипту, Катару та Цоргонь ліги (Словаччина).

## Матчі національних збірних
| Дата              | Збірні                         | Рахунок | Турнір               | ЖК | YK · YK · RK | RK |
| ----------------- | ------------------------------ | ------- | -------------------- | -- | ------------ | -- |
| 15 жовтня 2008    | Хорватія – Андорра             | 4 – 0   | Кваліфікація ЧС 2010 | 4  | 0            | 0  |
| 9 вересня 2009    | Фарерські острови – Литва      | 2 – 1   | Кваліфікація ЧС 2010 | 8  | 0            | 0  |
| 17 листопада 2009 | Словаччина – Чилі              | 1 – 2   | Товариський матч     | 2  | 0            | 0  |
| 21 травня 2010    | Естонія – Фінляндія            | 2 – 0   | Товариський матч     | 0  | 0            | 0  |
| 3 вересня 2010    | Казахстан – Туреччина          | 0 – 3   | Кваліфікація ЧЄ 2012 | 2  | 0            | 0  |
| 26 березня 2011   | Ірландія – Північна Македонія  | 2 – 1   | Кваліфікація ЧЄ 2012 | 6  | 0            | 0  |
| 29 лютого 2012    | Данія – Росія                  | 0 – 2   | Товариський матч     | 0  | 0            | 0  |
| 26 березня 2013   | Сербія – Шотландія             | 2 – 0   | Кваліфікація ЧС 2014 | 6  | 0            | 0  |
| 6 вересня 2013    | Словенія – Албанія             | 1 – 0   | Кваліфікація ЧС 2014 | 3  | 0            | 0  |
| 11 жовтня 2013    | Ісландія – Кіпр                | 2 – 0   | Кваліфікація ЧС 2014 | 3  | 0            | 0  |
| 19 листопада 2013 | Австрія – США                  | 1 – 0   | Товариський матч     | 0  | 0            | 0  |
| 31 травня 2014    | Хорватія – Малі                | 2 – 1   | Товариський матч     | 0  | 0            | 0  |
| 28 березня 2015   | Андорра – Боснія і Герцеговина | 0 – 3   | Кваліфікація ЧЄ 2016 | 3  | 0            | 0  |
| 31 березня 2015   | Словаччина – Чехія             | 1 – 0   | Товариський матч     | 2  | 0            | 0  |
| 7 веречня 2015    | Ірландія – Грузія              | 1 – 0   | Кваліфікація ЧЄ 2016 | 2  | 0            | 0  |
| 9 жовтня 2015     | Англія – Естонія               | 2 – 0   | Кваліфікація ЧЄ 2016 | 1  | 0            | 0  |
| 13 листопада 2015 | Катар – Туреччина              | 1 – 2   | Товариський матч     | 2  | 0            | 0  |
| 23 березня 2016   | Хорватія – Ізраїль             | 2 – 0   | Товариський матч     | 3  | 0            | 0  |
| 10 жовтня 2016    | Естонія – Греція               | 0 – 2   | Кваліфікація ЧС 2018 | 1  | 0            | 0  |
| 24 березня 2017   | Австрія – Молдова              | 2 – 0   | Кваліфікація ЧС 2018 | 5  | 0            | 0  |